# Paseo del Morro
Le Paseo del Morro est un sentier de randonnée américain situé à San Juan de Porto Rico. Protégé au sein du site historique national de San Juan, il relie la porte de San Juan au fort San Felipe del Morro. Il est classé National Recreation Trail depuis 2001.